# Oceanapia tenuis
Oceanapia tenuis är en svampdjursart som beskrevs av Desqueyroux-Faúndez 1987. Oceanapia tenuis ingår i släktet Oceanapia och familjen Phloeodictyidae.
Artens utbredningsområde är Nya Kaledonien. Inga underarter finns listade i Catalogue of Life.